# Нокс, Томас, 1-й граф Ранфёрли
Томас Нокс, 1-й граф Ранфёрли (англ. Thomas Knox, 1rd Earl of Ranfurly; 5 августа 1754 — 26 апреля 1840) — ирландский пэр и политик. Он был известен как Достопочтенный Томас Нокс с 1781 по 1818 год и как виконт Нортленд с 1818 по 1831 год.

## Ранняя жизнь
Родился 5 августа 1754 года. Старший сын Томаса Нокса, 1-го виконта Нортленда (1729—1818), и достопочтенной Энн Визи (? — 1803), дочери Джона Визи, 1-го барона Нэптона. Его отец был возведен в звание пэра Ирландии как барон Уэллс из Данганнона в графстве Тирон в 1781 году и в дальнейшем получил дворянство как виконт Нортленд из Данганнона в графстве Тирон в 1791 году.

## Карьера
Томас Нокс заседал в Палате общин Ирландии от Карлингфорда (1776—1783), Данганнона (1783—1790) и графства Тирон (1790—1797), а также он заседал в Палате лордов Великобритании от графства Тирон с 1806 по 1812 год.
С мая 1793 года он был назначен подполковником и заместителем командира созданной Королевской милиции Тирона. Он командовал полком на гарнизонной службу в течение года, уйдя в отставку в 1794 году.
5 ноября 1818 года после смерти своего отца Томас Нокс унаследовал титулы 2-го виконта Нортленда (графство Тирон) и 2-го барона Уэллса из Данганнона (графство Тирон), но, так как это были ирландские пэрства, они не давали ему право на место в Палате лордов Великобритании. Но 6 июля 1826 года ему был присвоен титул барона Ранфёрли из Рэмфорли в графстве Ренфру в системе Пэрства Соединённого королевства, что давало ему и его преемникам право на место в верхней палате парламента. 14 сентября 1831 года ему был пожалован титул графа Ранфёрли в системе Пэрства Ирландии.

## Личная жизнь
2 июня 1785 года лорд Ранфёрли женился на своей кузине, достопочтенной Дайане Джейн Пери (? — 24 ноября 1839), дочери Эдмунда Пери, 1-го виконта Пери (1719—1806) и достопочтенной Элизабет Визи. У супругов было четверо сыновей:
- Томас Нокс, 2-й граф Ранфёрли (19 апреля 1786 — 21 марта 1858), с 1815 года женат на Мэри Джулиане Стюарт, дочери Уильяма Стюарта[англ.], архиепископа Армы, и Софии Маргарет Пенн (дочери Томаса Пенна[англ.], сына Уильяма Пенна, основателя Пенсильвания)[8].
- Достопочтенный Эдмунд Нокс (21 июля 1787 — 24 марта 1867), адмирал Королевского флота, с 1813 года женат на Джейн Софии Хоуп-Вер, дочери Уильяма Хоуп-Вера (внука 1-го графа Хоуптауна)[7].
- Достопочтенный Джон Генри Нокс (26 июля 1788 — 27 августа 1872), с 1822 года женат на леди Мабелле Джозефине Нидэм, дочери генерала Фрэнсиса Нидэма, 1-го графа Килмори[7].
- Достопочтенный Джон Джеймс Нокс (3 апреля 1790 — июль 1856), с 1824 года женат на Мэри Луизе Тейлор, дочери Эдварда Тейлора[7].

Леди Ранфёрли умерла в ноябре 1839 года. Лорд Ранфёрли пережил ее всего на несколько месяцев и скончался в апреле 1840 года в возрасте 85 лет. Его титулы унаследовал его старший сын Томас.